# کوهلن
کوهلن (به آلمانی: Köhlen) یک منطقهٔ مسکونی در آلمان است که در گشتلاند واقع شده‌است. کوهلن ۹۳۷ نفر جمعیت دارد.